# Raión de Chutove
Chutove (en ucraniano: Чутівський район) es un raión o distrito de Ucrania en el óblast de Poltava. 
Comprende una superficie de 861 km².
La capital es la ciudad de Chutove.

## Demografía
Según estimación 2010 contaba con una población total de 24532 habitantes.

## Otros datos
El código KOATUU es 5325400000. El código postal 38800 y el prefijo telefónico +380 5347.